# Leonardo Mattioli
Leonardo Mattioli (Firenze, 9 luglio 1928 – Firenze, 11 luglio 1999) è stato un illustratore e grafico italiano.
Noto anche con il nome di Leo Mattioli, è stato un innovatore nel campo dell'illustrazione per l'infanzia ed uno dei più importanti e prolifici graphic designer dell'editoria italiana.
Artista che ha sempre privilegiato i contenuti e le emozioni rispetto agli aspetti formali, e che comunque, in mezzo secolo di carriera, ha saputo rinnovare il proprio stile.

## Biografia

### La formazione
La formazione di Mattioli è caratterizzata da "studi irregolari" nel campo dell'arte. Nel 1948 ottiene da privatista il diploma presso il Liceo Artistico di Firenze. Qualche anno prima aveva interrotto l'istituto tecnico per geometri (dalla quale era stato anche sospeso per attività sindacale). Qualche anno più tardi si iscriverà alla facoltà di Architettura, ma la abbandonerà dopo poco.
Amico e allievo di Ottone Rosai, avrebbe voluto anch'egli essere pittore ma preferisce dirigersi verso un mestiere, per quanto artistico, un po' più pragmatico dal punto di vista della vita quotidiana. Si dedica quindi all'illustrazione pur rimanendo la pittura (da Pieter Brügel il Vecchio fino a John Alcorn), assieme alla poesia (Rainer Maria Rilke e Federico García Lorca) e alla storia (soprattutto contemporanea), la sua grande passione.

### L'attività di illustratore
Mattioli inizia a pubblicare i suoi primi lavori, sostanzialmente illustrazioni per l'infanzia, nei primi anni cinquanta. Allo stile dei grandi maestri che imperava all'epoca, ovvero Norman Rockwell e Walt Disney, caratterizzato da una riproduzione edulcorata della realtà, Mattioli (come Bruno Munari, Luigi Veronesi, Emanuele Luzzati o Hugo Pratt) contrappone uno stile che si rifà invece direttamente alla storia dell'arte, in particolare a quella moderna e contemporanea. Opera una suddivisione geometrica dello spazio, fa un uso originale del colore, studia il rapporto tra luci e ombre, deforma i personaggi spesso rendendoli quasi caricature. Interpreta visivamente la letteratura rimanendo sempre a metà strada tra dramma e ironia, realismo e surrealismo, romanzo d'appendice e favola. Fino ad esser stato considerato, talvolta e paradossalmente, come un illustratore "per adulti".
Le prime esperienze risalgono quindi al dopoguerra: tra il 1950 e il 1951 cura le illustrazioni per un sillabario e alcuni libri di lettura delle elementari coordinati da Rita Domeniconi per l'editore Bulgarini, "opere che per le loro posizioni d'avanguardia gli valgono la stima di pochi e la diffidenza degli editori".
E nello stesso periodo illustra La freccia nera di Stevenson per la Corticelli di Milano.
Ma è già in questi anni che Mattioli realizza quello che resterà il suo lavoro più celebre (e al quale egli dichiarò di essere più affezionato) ovvero la serie di tavole di Pinocchio creata a cavallo tra il 1953 e il 1954 e pubblicata per i tipi della Vallecchi nel 1955 in occasione delle onoranze a Carlo Lorenzini.

In teoria attingendo alla tradizione culturale e artistica toscana, e quindi rifiutando attributi nord-europei ai quali invece spesso si fa ricorso dovendo illustrare fiabe e favole, ma di fatto mescolando molti stili (da Ottone Rosai fino a Georges Braque e Fernand Léger) Mattioli realizza nell'immediato dopoguerra qualcosa di particolarmente originale e moderno per l'epoca, e che a tratti ricorda il Futurismo russo .
Sempre negli anni cinquanta realizza per la casa editrice Vallecchi numerosi lavori:
le illustrazioni per Vetrino di Michel Breitman (1954);
le illustrazioni per Ciuk e Ghek, novella russa di Arcadj Gajdar (1954, e per le quali vince il premio Collodi nel 1956);
le illustrazioni dei libri per ragazzi per la collana "I gabbiani" diretta da Piero Pieroni (1957);
le illustrazioni di fantascienza per la collana "Avventura" (1959-1960);
le illustrazioni per Pierino in guerra di Elda Bossi (1960);
e successivamente Mister Master di Donatella Ziliotto per la collana "Il Martin Pescatore".

Per la Bemporad-Marzocco realizza nel 1961 le illustrazioni per Il Novellino di Teresah. 

Per le Edizioni Sportive Italiane nel 1963 cura la pubblicazione a fascicoli settimanali della Enciclopedia dello Sport diretta da Giordano Goggioli, nel 1971 cura la pubblicazione settimanale di "K.O. Storia della Boxe e dei suoi campioni", mentre nel 1972 la pubblicazione settimanale di "Monaco '72 Storia delle Olimpiadi".
Verso la fine degli anni sessanta inizia a occuparsi di grafica editoriale.
Nel 1979-1980 realizza le illustrazioni per il volume La Cina di Enzo Biagi edito da Rizzoli nella collana "La geografia". Quest'opera è fondamentale nella carriera di Mattioli da un lato perché segna il ritorno, dopo circa un decennio, all'illustrazione, dall'altro perché segna un cambiamento significativo di rotta: lo stile diventa molto più morbido, rapido, fresco, diviene frequente l'impiego di disegni appena abbozzati, macchie di acquerello, soluzioni grafiche a partire da fotografie. Il risultato è ancora una volta un qualcosa di particolarmente moderno e originale.
Fedele a questa nuova linea, tra il 1987 e il 1988 realizza le tavole per la Storia illustrata del ciclismo di Sandro Picchi.
E tra il 1990 e il 1991 realizza gli acquerelli per Il bosco rosso delle sorelle Maria Luisa e Lina Fargion, edito da Giulio Giannini e Figlio Editori, ossia una raccolta di fiabe, filastrocche e novelle scritte da due sorelle ebree livornesi che vissero nascoste in un casolare a Colle Val d'Elsa durante il periodo delle deportazioni. Il poeta Renzo Gherardini riesce a far pubblicare il relativo manoscritto, rimasto inedito per quasi cinquant'anni, affidando a Mattioli le illustrazioni e il progetto grafico. Il volume vince la tredicesima edizione del premio europeo per la narrativa "Pier Paolo Vergerio".
A partire dal 1993 inizia gli studi preparatori per un "Nuovo Pinocchio", o meglio per un "Pinocchio Nuovo" dato che, in questo caso, l'approccio è praticamente opposto rispetto a quello di quarant'anni prima. Mattioli è intento a rileggere un'opera così importante per la letteratura (e per la propria carriera) con occhi diversi. Il progetto, tuttavia, non vedrà mai la luce. 

Nel 1996 partecipa al concorso nazionale per la reinterpretazione del Gianburrasca di Vamba, indetto dalla Giunti e svoltosi nel contesto della Fiera del libro per ragazzi di Bologna.

### L'attività di graphic designer
Verso la fine degli anni sessanta Mattioli inizia a occuparsi di grafica editoriale.
Dal 1967 al 1971 è Art Director della casa editrice Sansoni.
Nel 1969 diviene membro dell'Art Director's Club di Milano e vince il Premio Viareggio/Copertina per la grafica di un volume di psicologia.
Successivamente lavora per Guaraldi, Le Monnier, Vallecchi, La Nuova Italia, Mondadori, Fabbri, Vallardi, Alinari
curando i progetti grafici per le collane editoriali e realizzandone le copertine.
Qui Mattioli utilizza l'idea della figura doppia (ad esempio sovrapponendo parzialmente due ritratti identici di uno stesso soggetto in modo da far coincidere l'occhio destro della figura di sinistra con l'occhio sinistro della figura di destra), il ritratto, la silhouette, l'astrazione lineare, l'optical e le macchie del test psicologico di Rorschach.
Sono da menzionare per l'eleganza le copertine per la collana de "I Grandi Classici Stranieri" di Sansoni.
Durante gli anni settanta realizza numerosi manifesti pubblicitari di genere politico, sociale e istituzionale.
Esemplificativo è il manifesto-denuncia degli episodi di intolleranza nei confronti di alcuni lavoratori italiani in Svizzera, verificatisi tra il 1968 e il 1970, in cui Mattioli rappresenta un teschio con sopra appoggiata una mela intatta, a voler dimostrare che in tale occasione (purtroppo) Guglielmo Tell ha cambiato il bersaglio.
Sempre di questo periodo sono: il manifesto denuncia relativo agli incidenti sul lavoro (il pane che uccide - 1968); i manifesti relativi al rapporto sull'Italia del benessere (1971); il manifesto per la mostra documentaria promossa dal comitato antifascista dell'Istituto Statale d'Arte di Firenze e realizzata dalla sezione di Grafica Pubblicitaria con la collaborazione dell'Istituto Storico della Resistenza Toscana (1973); il manifesto per la mostra sugli Alinari al Forte Belvedere di Firenze (1977).
Particolarmente significativo il rapporto di collaborazione con la Regione Toscana, di cui contribuisce a definire l'immagine grafica alla metà degli anni '70. Per la Regione Toscana realizza numerosi manifesti, in particolare quelli commemorativi della Liberazione dal nazi-fascismo (1975); quelli celebrativi del 1º maggio (1976-1977); quelli di sensibilizzazione relativa al pericolo degli incendi boschivi.
Particolarmente interessante è quello del 1º maggio 1976 in cui una carta geografica del mondo è messa in maniera tale da lasciare lo spazio per la sagoma di un garofano, suggerita dal gambo di un fiore. Il tutto semplicemente giocando sul rapporto positivo/negativo delle immagini (e sulla Gestalt).
Tutte queste opere sono caratterizzate da un tentativo di sintesi attraverso l'impiego di pochi colori essenziali e l'utilizzo di immagini emblematiche.
Mattioli pubblica i propri lavori su "Pubblicità in Italia", "Annual Art Directors Club Milano", "Photography Italiana", "Rivista Pirelli", "Il Millimetro", "Graphicus", "Parete", "Due Dimensioni" e "Popular Photography".
Tuttavia, a fronte di una significativa produzione di qualità, sia a livello di grafica sia a livello di illustrazione, su Mattioli c'è poca letteratura e pressoché alcun riconoscimento ufficiale, se non una breve voce sul Manuale del Grafico  della Zanichelli o qualche tributo negli anni immediatamente successivi alla sua morte. 

### L'attività di insegnamento
Alla metà degli anni settanta, quando già era un professionista affermato, Mattioli viene chiamato ad insegnare all'Istituto d'Arte di Porta Romana, a Firenze.
Dal 1974 al 1996 insegna progettazione e disegno professionale nella sezione di Arti Grafiche, subito dopo un breve incarico nella sezione di Grafica Pubblicitaria.
Inoltre, a partire dal 1988 e per alcuni anni, dirige un corso di Grafica Editoriale e di Illustrazione del Libro presso il Centro Internazionale per lo Studio della Grafica "Il Bisonte" di Maria Luigia Guaita.
Insofferente nei confronti degli aspetti meramente burocratici e formali del mestiere di insegnante, ma molto attento invece ai contenuti. Secondo Mattioli insegnare significava riuscire a far guadagnare ad un allievo innanzitutto una visione culturale ampia e una coscienza civile, attraverso il dialogo, attraverso il rispetto dei tempi di crescita, attraverso la libera sperimentazione, e solo in ultima istanza attraverso il "disegnare bene". 
Questa sua concezione dell'insegnamento la si ritrova anche in altre iniziative.
Ad esempio Mattioli è favorevole alla proposta di sperimentazione didattica che viene approvata dall'Istituto d'Arte all'inizio degli anni novanta, convinto che solo evolvendo progressivamente i metodi didattici è possibile creare una scuola al passo con i tempi.
Oppure, sempre agli inizi degli anni novanta, Mattioli cura la pubblicazione di un (effimero) giornale scolastico, "Ottagono", volto principalmente a far recuperare una responsabilità collettiva, dissipata negli anni ottanta, per far fronte ad un periodo di crisi dovuto ad un'allora imminente (e poi contestata) ristrutturazione dell'Istituto Statale d'Arte di Firenze.
Gli ultimi anni, in parte per i problemi di salute, in parte per il grande dispiacere dovuto alla perdita della figlia Lidia, ma in parte anche a causa di una crescente difficoltà ad entrare in sintonia con le nuove generazioni di studenti, Mattioli decide di lasciare l'insegnamento.
Muore nel 1999, due giorni dopo il suo settantunesimo compleanno.
L'altro figlio, Giovanni, segue a tutt'oggi le orme paterne.

## Monografie illustrate
- 1951 - Robert Louis Stevenson. La freccia nera. Milano, Edizioni Corticelli.
- 1954 - Michel Breitman. Vetrino. Firenze, Vallecchi.
- 1954 - Arcadio Gaidar. Ciuk e Ghek: racconto di capodanno. Firenze, Vallecchi.
- 1955 - Carlo Collodi. Le avventure di Pinocchio. Firenze, Vallecchi.
- 1956 - Francesco Stocchetti. Il sacrificio dei Samurai. Bologna, Malipiero
- 1956 - Maria Gentges. Bimba: la storia di una fanciulla. Milano, Vallardi
- 1960 - Elda Bossi. Pierino in guerra. Firenze, Vallecchi.
- 1961 - Gray Ubertis e Corinna Teresa. Il novellino di Teresah (i.e. Teresa Gray Ubertis). Firenze, Bemporad-Marzocco.
- 1961 - Norman Hunter Professor Capoturbine. Firenze, Vallecchi.
- 1962 - Donatella Ziliotto. Mister Master. Firenze, Vallecchi.
- 1980 - Enzo Biagi. La Cina. Milano, Rizzoli.
- 1987 - Sandro Picchi. La storia illustrata del ciclismo. Firenze, La Casa dello Sport.
- 1991 - Maria Luisa e Lina Fargion. Il bosco rosso. Firenze, Giulio Giannini & Figlio Editori.
- 1997 - Domenica Luciani. Gundi & Lezibùm a spasso in Valmarecchia. Firenze, Giunti.

## Premi
- 1951 - Premio Acquisto del Comune di Riva del Garda per un manifesto turistico del Lago di Garda.
- 1956 - Premio Collodi per il volume Ciuk e Ghek di Arcadio Gaidar (Arkadij Gajdar), edito dalla Vallecchi di Firenze nel 1954.
- 1969 - Premio Viareggio/Copertina per la copertina del saggio La psicologia moderna, edito dalla Sansoni di Firenze.
- 1992 - Premio Europeo Pier Paolo Vegerio di letteratura giovanile, con le autrici Lina Fargion e Maria Luisa Fargion, per la raccolta di racconti Il bosco rosso, edito dalla Giulio Giannini & Figlio Editori di Firenze.

## Mostre
- 1959 - Bethesda, Maryland (Stati Uniti d'America).
- 1960 - Istituto Italiano di Cultura, Colonia (Repubblica Federale Tedesca).
- 1961 - Mostra del Manifesto Politico, Nuova Corrente, Firenze (Italia).
- 1964 - Deutsche Bücherbund, Bonn (Repubblica Federale Tedesca).
- 1965 - Internationale Jugenbibliotek, Monaco (Repubblica Federale Tedesca).
- 1966 - Mostra degli Illustratori, Centro Didattico Nazionale, Firenze (Italia).
- 1968 - Fiera del Libro, Bologna (Italia).
- 1969 - Biennale Internazionale dell'Illustrazione, Bratislava (Cecoslovacchia).
- 1971 - Biennale di Metodologia Globale della Progettazione "Le forme dell'ambiente umano", Rimini (Italia).
- 1971 - Mostra a lato del Congresso dei Giovani Pubblicitari, Montecarlo (Principato di Monaco).
- 1971 - Arflex, Milano (Italia).
- 1972 - Arflex, Roma (Italia).
- 1972 - Biennale Internazionale della Grafica, Brno (Cecoslovacchia).
- 1974 - Biennale Internazionale della Grafica, Brno (Cecoslovacchia).
- 1974 - Galleria La Soffitta, Sesto Fiorentino, Firenze (Italia).
- 1981 - Ospedale degli Innocenti, Firenze (Italia).
- 1994 - Fondazione Nazionale Carlo Collodi, Collodi, Pistoia (Italia).
- 1995 - Galleria Orti Sauli, Genova (Italia).
- 1999 - Santa Maria della Scala, Siena (Italia).
- 2001 - Istituto Statale d'Arte, Firenze (Italia).
- 2001 - Santa Maria della Scala, Siena (Italia).
- 2015 - Biblioteca Nazionale Centrale, Firenze (Italia).